# Нолан Гулд
Нолан Гулд (англ. Nolan Gould; нар. 28 жовтня 1998, Нью-Йорк) — американський актор. Він відомий своєю роллю Люка Данфі в ситкомі ABC «Американська сімейка».

## Біографія
Гулд народився в Нью-Йорк в родині Едвіна та Анджели Гулд. Незабаром після його народження він і його сім'я переїхали до Фенікс-Сіті, штат Алабама, через військову кар'єру його батька. Коли Гулду було п'ять років, сім'я переїхала до Каліфорнії. Його старший брат Ейден Гулд також актор.
Гулд почав свою кар'єру в три роки, знімаючи рекламу. Серед його останніх фільмів — головна роль у повнометражному фільмі «Вурдалак», заснованому на романі Браян Кін.
З 2009 по 2020 рік Гулд був обраний на головну роль в серіалі «Американська сімейка», в якому він виконав роль Люка Данфі.

## Фільмографія
| Рік       |   | Українська назва                 | Оригінальна назва             | Роль                  |
| --------- | - | -------------------------------- | ----------------------------- | --------------------- |
| 2007      | ф | Сонячний і Поділіться, люблю вас | Sunny & Share Love You        | Джейсон               |
| 2007      | с | З голови Джиммі                  | Out of Jimmy's Head           | Джиммі (молодий)      |
| 2007      | с | Найрозшукуваніший в Америці      | America's Most Wanted         | Пол Джексон (молодий) |
| 2008      | с | Монтана                          | Montana                       | Джонні                |
| 2008      | ф | Нічого солодкого в мої вуха      | Sweet Nothing in My Ear       | Марк Скотт            |
| 2008      | с | Одинадцята година                | Eleventh Hour                 | Джон Уорнер           |
| 2009—2020 | с | Американська сімейка             | Modern Family                 | Люк Данфі             |
| 2009      | ф | Космічні друзі                   | Space Buddies                 | Сем                   |
| 2010      | с | Щасти, Чарлі!                    | Good Luck Charlie             | Зандер                |
| 2010      | ф | Герої-монстри                    | Monster Heroes                | Йонас Стайн (молодий) |
| 2011      | ф | Друзі по сексу                   | Friends with Benefits         | Сем                   |
| 2011—2014 | с | Страшна година: серіал           | The Haunting Hour: The Series | Джек Пірс / Грег      |
| 2012      | ф | Гуль                             | Ghoul                         | Тіммі Грако           |
| 2012      | ф | Огидне Різдво                    | Abominable Christmas          | Адам                  |
| 2013      | ф | З ким переспати?!!               | The To Do List                | Макс                  |
| 2014      | ф | Поле втраченого взуття           | Field of Lost Shoes           | Роберт / Сер Щур      |
| 2015      | с | Софія Прекрасна                  | Sofia the First               | Елліот                |
| 2019      | ф | Так                              | Yes                           | Єремія Розенгафт      |
| 2020      | с | Що там на півночі                | What's Up North               | Тревіс Торджман       |
| 2022      | с | Анатомія Грей                    | Grey's Anatomy                | Чейз Семс             |
| 2023      | ф | Жертва Міранди                   | Miranda's Victim              | Джеймс Валенті        |
| 2023      | ф | Проєкт Нана                      | The Nana Project              | Андрій                |